# Ángelo Preciado
Ángelo Smit Preciado Quiñónez (* 18. února 1998 Shushufindi) je ekvádorský profesionální fotbalista, který hraje na pozici pravého obránce za český klub AC Sparta Praha a za ekvádorský národní tým.

## Klubová kariéra

### Independiente del Valle
Preciado se narodil ve městě Shushufindi a je odchovancem ekvádorského klubu Independiente del Valle, do jehož akademie přišel v roce 2015 z América de Quito. V A-týmu debutoval 10. července 2018, kdy odehrál celé ligové utkání proti SD Aucas. Na podzim 2018 prorazil do základní sestavy ekvádorského prvoligového klubu, a to nejprve na pozici pravého křídelníka, postupně se přesunul na pozici pravého obránce. Ve své první sezóně odehrál 24 ligových zápasů, ve kterých vstřelil 2 branky.
Místo v základní sestavě si udržel i v sezóně 2019, kdy také debutoval v Copa Sudamericana, a to 18. dubna při výhře nad argentinským CA Unión. S Independiente došel až do finále soutěže, ve kterém 9. listopadu porazili jiný argentiský klub, a to CA Colón, 3:1. Preciado ve finále zůstal nevyužitým náhradníkem. V roce 2019 odehrál 29 soutěžních utkání, v nichž vstřelil 1 branku a připsal si i 1 asistenci.
Na konci února 2020 nastoupil do obou zápasů Recopa Sudamericana proti Flamengu. Dne 4. března 2020 debutoval Preciado v Poháru osvoboditelů, a to při výhře 3:0 nad Barcelona SC. Celkem v roce 2020 odehrál 30 soutěžních utkání, v nichž zaznamenal bilanci 4+4.

### KRC Genk
V lednu 2021 přestoupil Preciado do belgického Genku za částku okolo 3 milionů euro. V klubu debutoval 16. ledna při prohře 2:0 s Mouscronem. V jarní části sezony se stal součásti základní sestavy, odehrál 10 utkání v nichž si připsal jednu asistenci. V dubnu 2021 vyhrál s klubem belgický pohár.
Dne 30. září 2021 debutoval Preciado v pohárové Evropě, a to v utkání základní skupiny Evropské ligy proti Dinamu Záhřeb. V sezóně 2021/22 odehrál Preciado 31 soutěžních utkání v dresu Genku, ve kterých nasbíral 5 brankových asistencí.
O místo v základní sestavě přišel na začátku sezóny 2022/23, kdy na pozici pravého obránce začal nastupovat kolumbijský reprezentant Daniel Muñoz. Preciado tak ve zbytku sezóny nastupoval zejména na pozici pravého křídelníka. Dohromady odehrál v sezóně 27 utkání. Celkem v Genku odehrál 59 ligových zápasů, dalších pět duelů si připsal v domácím poháru a pět v Evropské lize.

### AC Sparta Praha
V září 2023 přestoupil Preciado z Belgie do české Sparty Praha za částku okolo 2,5 milionu euro. Na Letné podepsal víceletý kontakt. Ve sparťanském dresu debutoval 17. září při výhře 5:0 nad Slováckem. O týden později nastoupil do utkání pražského derby proti Slavii. Ve 21. minutě tvrdě dohrál Lukáše Provoda, jemuž podrážkou kopačky šlápnul na lýtko. Krajní obránce od rozhodčího dostal pouze žlutou kartu. Podle komise rozhodčích Fotbalové asociace ČR měl však být v derby vyloučen. Preciado se během podzimní části sezóny stal stabilní části základní sestavy a 9. prosince vstřelil svůj první gól v dresu Sparty, a to při výhře 3:0 nad Jabloncem.
Dne 15. února nastoupil v základní sestavě Sparty v šestnáctifinále Evropské ligy proti Galatasarayi; v utkání patřil k nejlepším hráčům na hřišti, vstřelil jeden gól a asistoval na branku Jana Kuchty, nicméně prohře 2:3 zabránit nedokázal. O týden později v odvetném utkání v osmé minutě otevřel skóre a přispěl k výhře 4:1 a k postupu do osmifinále. Dne 3. března se Preciado objevil v základní sestavě pražského derby a v 85. minutě byl po nesportovním kopnutí do stehna Jana Bořila vyloučen. Na ligovou scénu se vrátil 7. dubna v utkání proti Mladé Boleslavi. Preciado byl však v 59. minutě utkání opět vyloučen, ohnal se totiž po Bensonovi Sakalovi, rukou ho zasáhl do stehna a sudí Rouček mu udělil přímou červenou kartu. Ve zbytku sezóny nastupoval Preciado pravidelně, 18. května asistoval na branku Jana Kuchty při výhře 5:0 nad Mladou Boleslaví, díky níž mohl se Spartou slavit zisk ligového titulu, a o čtyři dny později nastoupil i do finále domácího poháru proti Viktorii Plzeň, které pražský celek zvítězil 2:1 a získal domácí double.

## Reprezentační kariéra
Dne 4. května 2017 byl Preciado povolán do ekvádorské reprezentace do 20 let na mistrovství světa. Na turnaji odehrál dvě utkání v základní skupině, proti Saúdské Arábii (prohra 1:2, Preciado si připsal asistenci) a Senegalu (remíza 0:0).
Preciado debutoval v ekvádorské reprezentaci 12. září 2018 při výhře 2:0 s Guatemalou. V roce 2020 se stal stabilním členem reprezentačního týmu a v červnu 2021 byl nominován na Copa América 2021. Na turnaji Preciado odehrál všechna utkání, Ekvádor postoupil ze skupiny až do čtvrtfinále, kde však podlehl Argentině 0:3.
V listopadu 2022 byl nominován na mistrovství světa ve fotbale 2022 v Kataru. Na světovém šampionátu nastoupil v základní sestavě ve všech třech utkáních skupiny A. Ekvádor v konkurenci Nizozemska, Senegalu a domácí reprezentace skončil třetí a do vyřazovací části nepostoupil.
V létě 2024 byl Preciado nominován na Copa América 2024, na turnaji odehrál všechny čtyři utkání ekvádorského týmu v základní sestavě. Ekvádor ve čtvrtfinále nestačil na Argentinu, které podlehl po pokutových kopech.

## Kontroverze
V únoru 2018 odehrál celé utkání semifinále Poháru osvoboditelů do 20 let proti River Plate. Po závěrečném hvizdu došlo ke rvačce a Preciado byl naháněn několika hráči uruguayského klubu, vydal se k rohu hřiště, kde vytáhl rohový praporek ze země a použil ho k sebeobraně.